# Sciri
Gli Sciri (anche conosciuti come Schiri o Sciriani) erano una popolazione germanica orientale, di cui si hanno notizie nelle storiografie per un periodo di sette secoli che va dal II secolo a.C. al IV secolo d.C.
L'etimologia del loro nome non è chiara, ma potrebbe essere ricondotta all'espressione "puri di sangue" che questa popolazione avrebbe utilizzato per differenziarsi dalla vicina tribù dei Bastarni "sangue misto" (da cui, secondo questa teoria, deriverebbe il termine "bastardo"). Altri autori pensano che ci sia un collegamento con il termine inglese shire (contea).
Si ritiene che gli Sciri fossero inizialmente originari dei territori dell'odierna Polonia corrispondenti alla regione della Masuria, tra il fiume Vistola ed il Drewenz. Migrarono verso sud apparentemente attorno al 200 a.C. (alcune storiografie indicano la data del 230 a.C.), insieme ai Bastarni. In un trattato di pace stipulato tra loro e l'Impero romano si riferisce infatti che essi vivevano sulle coste del Mar Nero.
Poco si sa della loro presenza fino al IV secolo, quando le cronache contemporanee ci informano della loro presenza sui Carpazi, dove furono sconfitti e dispersi dagli Unni. Dopo tale avvenimento parte degli Sciri si unì ai Visigoti, parte agli Ostrogoti, mentre altri divennero foederati dell'Impero romano. Odoacre, primo "Re d'Italia" era per metà sciro.